# Wielopierścieniowe węglowodory aromatyczne
Wielopierścieniowe węglowodory aromatyczne (policykliczne węglowodory aromatyczne; w skrócie WWA lub PAH z ang. polycyclic aromatic hydrocarbons) lub polynuclear aromatics (PNAs) lub polycyclic organic matter (POM))  – policykliczne węglowodory zawierające skondensowane pierścienie aromatyczne bez podstawników. Mają właściwości hydrofobowe. Zalicza się do nich ponad 200 związków. Wiele z nich podejrzewanych jest lub ma udowodnione własności rakotwórcze. Powstają podczas niecałkowitego spalania wszystkich węglowodorów z wyjątkiem metanu. Wydzielają się także w trakcie spalania drewna iglastego, palenia papierosów, produkcji asfaltu, pracy pieców koksowniczych. Są także obecne w spalinach samochodowych i smole pogazowej. WWA zmieszane z cząsteczkami pary wodnej są elementem smogu.
Niektóre z nich stosowane są do produkcji leków, farb, pestycydów i tworzyw sztucznych.

## WWA w żywności
WWA powstają w żywności podczas jej przetwarzania termicznego, np. smażenia, pieczenia, wędzenia, grillowania lub prażenia. Obecność WWA w produktach spożywczych może być wynikiem zanieczyszczenia środowiska, np. wysoką zawartość tych związków stwierdzono w hodowlach w pobliżu miast i w rybach poławianych w skażonych wodach. 
Zanieczyszczenie żywności przez WWA może być efektem upraw lub hodowli zwierząt w pobliżu ruchliwych dróg; wówczas następuje ekspozycja na nitro-WWA i ich pochodne. 
Wzrost zawartości WWA w żywności związany jest ze stosowanymi parametrami termicznej obróbki technologicznej. Im wyższa temperatura i dłuższy czas procesu tym większa zawartość policyklicznych pochodnych benzenu w gotowym produkcie. Ponadto używanie dodatków wędzarniczych używanych do poprawy jakości organoleptycznej produktów jest coraz bardziej powszechne w przemyśle spożywczym i stały się one znaczącym źródłem WWA w żywności.
Innymi źródłami zanieczyszczenia żywności są: suszenie bezprzeponowe, palenie ziaren kawy, ekstrakcja rozpuszczalnikami, jak również: przemysł, ogrzewanie, wytwarzanie energii, transport, spalanie odpadów, pożary lasów, wybuchy wulkanów, zanieczyszczenia pozostałościami paliw lub olejów mineralnych, woski, parafiny stosowane do opakowań oraz preparaty uszczelniające do rur wodociągowych.
Światowa Organizacja Zdrowia (WHO) szacuje, że narażenie na WWA jest w 99% wynikiem konsumpcji żywności. Jedynie około 0,9% tych związków dostaje się do organizmu wskutek wdychania, zaś 0,1-0,3% z wodą pitną. Także naukowy komitet ds. żywności przy EU (Scientific Committee on Food, SCF) uznał żywność za główne źródła narażenia na WWA dla ludzi niepalących, wskazując także na wchłanianie WWA przez wdychane powietrze.

## Szkodliwość
Wykazują silne właściwości genotoksyczne, mutagenne oraz kancerogenne.
16 WWA jest szczególnie niebezpiecznych, a na pierwszym miejscu wymienia się benzo[a]piren. Związki te wykazują stosunkowo niską toksyczność ostrą, ale bardzo wyraźną toksyczność przewlekłą. Organizm ludzki z żywnością przyjmuje 3–4 mg WWA, a dopuszczalne stężenie w wodzie wynosi 0,2 mg/dm3. Są to związki bardzo niebezpieczne, ponieważ wywołują zmiany nowotworowe w różnych tkankach.
Kilkusetkrotnie większym działaniem rakotwórczym charakteryzują się pochodne WWA z wbudowanymi atomami azotu (NPAH).

Przykładowe wielopierścieniowe węglowodory aromatyczne
naftalen
antracen
fenantren
chryzen
naftacen
pentacen
piren
benzo[a]piren
heksacen
koronen
trifenylen
perylen